# Ivan Perrillat Boiteux
Ivan Perrillat Boiteux, född den 28 december 1985, är en fransk längdskidåkare.
Han tog OS-brons i herrarnas stafett i samband med de olympiska längdskidtävlingarna 2014 i Sotji.